# Carolina Lightning
I Carolina Lightning sono stati una franchigia di pallacanestro della AABA, con sede a Winston-Salem, nella Carolina del Nord, attivi nella stagione 1978.
Terminarono il loro unico campionato con un record di 8-2. Scomparvero dopo il fallimento della lega.

## Stagioni
| Stagione | Lega | Denominazione      | V | P | %    | Piazzamento | Play-off |
| -------- | ---- | ------------------ | - | - | ---- | ----------- | -------- |
| 1978     | AABA | Carolina Lightning | 8 | 2 | 80,0 | 1º          |          |